# Xysticus spiethi
Xysticus spiethi là một loài nhện trong họ Thomisidae.
Loài này thuộc chi Xysticus. Xysticus spiethi được Willis J. Gertsch miêu tả năm 1953.